# Corydalis chaerophylla
Corydalis chaerophylla är en vallmoväxtart som beskrevs av Dc.. Corydalis chaerophylla ingår i släktet nunneörter, och familjen vallmoväxter. Inga underarter finns listade i Catalogue of Life.